# Gestió del cicle de vida del producte

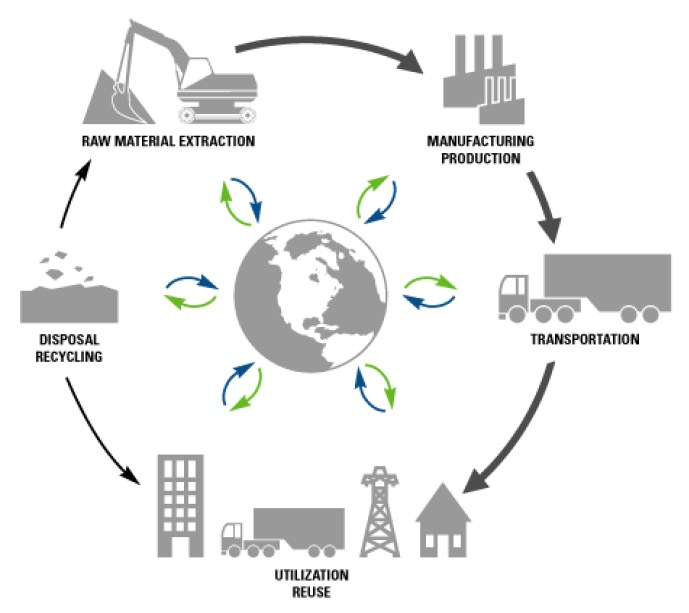
Cicle de vida genèric dels productes.

A la indústria, la gestió del cicle de vida del producte (amb acrònim anglès PLM) és el procés de gestió de tot el cicle de vida d'un producte des del seu inici passant per l'enginyeria, el disseny i la fabricació, així com el servei i l'eliminació dels productes fabricats. PLM integra persones, dades, processos i sistemes empresarials i proporciona una columna vertebral d'informació de producte per a les empreses i les seves empreses ampliades.

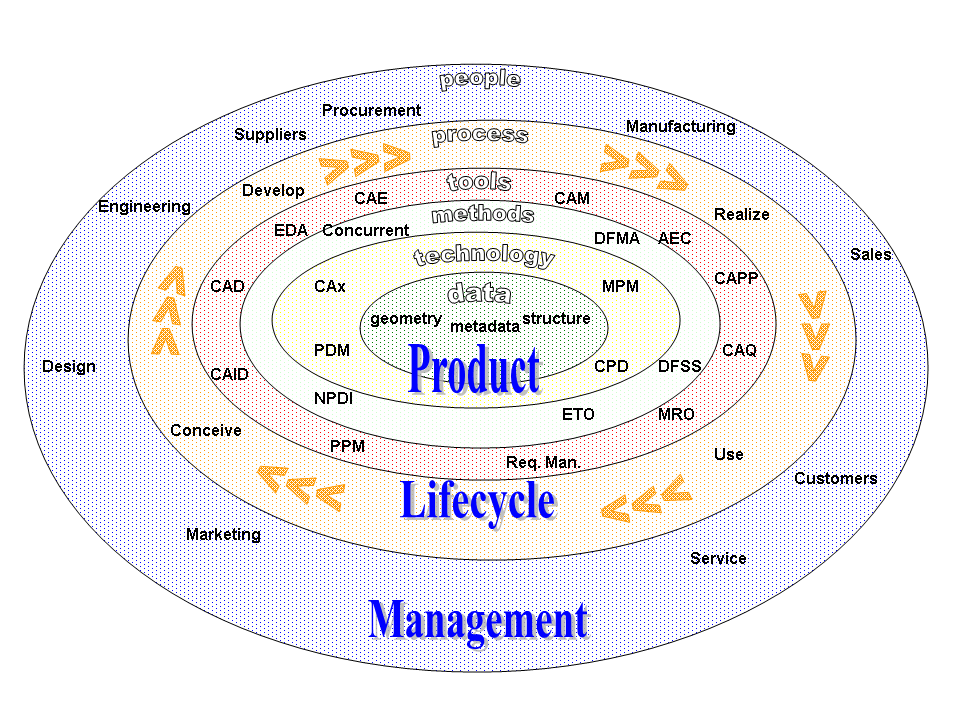
Gestió del cicle de vida del producte.

La inspiració per al procés empresarial creixent ara conegut com a PLM va venir d'American Motors Corporation (AMC). El fabricant d'automòbils buscava una manera d'accelerar el seu procés de desenvolupament de productes per competir millor amb els seus competidors més grans el 1985, segons François Castaing, vicepresident d'Enginyeria i Desenvolupament de Productes. A falta dels "presupostos massius de General Motors, Ford i competidors estrangers... AMC va posar èmfasi en R+D a reforçar el cicle de vida del producte dels seus productes principals (especialment Jeeps)". Després de presentar el seu compacte Jeep Cherokee (XJ), el vehicle que va llançar el mercat dels vehicles utilitaris esportius (SUV) moderns, AMC va començar el desenvolupament d'un nou model, que més tard va sortir com a Jeep Grand Cherokee. La primera part en la seva recerca d'un desenvolupament de productes més ràpid va ser el sistema de programari de disseny assistit per ordinador (CAD) que va fer que els enginyers fossin més productius. La segona part d'aquest esforç va ser el nou sistema de comunicació que permetia resoldre els conflictes més ràpidament, així com reduir els costosos canvis d'enginyeria perquè tots els dibuixos i documents estaven en una base de dades central. La gestió de les dades del producte va ser tan eficaç que, després de la compra d'AMC per Chrysler, el sistema es va expandir a tota l'empresa connectant tots els implicats en el disseny i la construcció de productes. Tot i que va adoptar primer la tecnologia PLM, Chrysler va ser capaç de convertir-se en el productor de menor cost de la indústria de l'automòbil, registrant costos de desenvolupament que eren la meitat de la mitjana de la indústria a mitjans de la dècada de 1990.
Durant el període 1982–83, Rockwell International va desenvolupar els conceptes inicials de Product Data Management (PDM) i PLM per al programa de bombarders B-1B. El sistema anomenat Engineering Data System (EDS) es va augmentar per connectar amb els sistemes Computervision i CADAM per fer un seguiment de les configuracions de les peces i el cicle de vida dels components i conjunts. Computervision es va llançar més tard implementant només els aspectes PDM, ja que el model de cicle de vida era específic per a Rockwell i les necessitats aeroespacials.
Els beneficis documentats de la gestió del cicle de vida del producte inclouen:
- Temps de sortida al mercat reduït.
- Augmentar les vendes a preu total.
- Millora de la qualitat i fiabilitat del producte.
- Costos de prototipatge reduïts.
- Sol·licitud més precisa i oportuna per a la generació de pressupostos.
- Capacitat per identificar ràpidament oportunitats de vendes potencials i aportacions d'ingressos.
- Estalvi mitjançant la reutilització de dades originals.
- Un marc per a l'optimització del producte..
- Reducció de residus.
- Estalvi mitjançant la integració completa dels fluxos de treball d'enginyeria.
- Documentació que pot ajudar a demostrar el compliment de RoHS o del títol 21 CFR Part 11.
- Capacitat de proporcionar als fabricants contractuals accés a un registre de producte centralitzat.
- Gestió de fluctuacions estacionals.
- Millora de la previsió per reduir els costos dels materials.
- Maximitzar la col·laboració de la cadena de subministrament.